# Tal Ben Haim
Tal Ben-Haim – em hebraico טל בן-חיים – (Rishon LeZion, 31 de março de 1982), é um ex-futebolista israelense que atuava como zagueiro. 

## Carreira

### Maccabi Tel Aviv
Ben Haim iniciou a sua carreira na temporada de 1998, no Maccabi Tel Aviv FC, de Israel. Destacou-se no clube, e, assim, foi convocado pela primeira vez em 2002. Tendo presença na Seleção de Israel e destacando-se no clube, Tal Ben Haim foi contratado pelo Bolton Wanderers da Inglaterra na temporada 2004/2005.

### Bolton Wanderers
Chegou ao Bolton Wanderers no mercado de transferências do verão de 2004, por £150 mil libras.
Marcou seu primeiro gol em 2005, em um jogo contra o Tottenham Hotspur. Jogo vencido pelo Bolton por 3x1. Sendo seu único gol pelo clube. Durante as quatro temporadas que atuou pelo Bolton, Ben Haim foi capitão da equipe em algumas oportunidades, dividindo a faixa de capitão com o nigeriano Jay-Jay Okocha.

### Chelsea
Na metade de 2007 rumou para o Chelsea, que estava com o técnico de seu país, Avram Grant. Ben Haim durou no Chelsea o tempo que o treinador israelense ficou no comando do clube. Chegando até a final da Liga dos Campeões da Europa. No fim da temporada foi transferido para o Manchester City.

### Manchester City e Sunderland
No Manchester City, Ben Haim não teve muito espaço. O que acarretou no empréstimo para o Sunderland, onde terminou a temporada 2008-09 da Premier League.

### Portsmouth e West Ham
Em 31 de agosto de 2009, foi anunciado como reforço do Portsmouth, em um contrato de quatro anos.
No início da temporada 2010-11, Ben Haim foi emprestado ao West Ham até o fim da temporada. Fez parte do elenco que trouxe o clube de volta à Premier League, a primeira divisão inglesa. Ao fim do empréstimo, não teve seu contrato renovado com o Portsmouth, e atualmente está no clube onde começou, o Maccabi Tel Aviv .